# Molepolole
Molepolole est une ville au sud du Botswana, principale ville et capitale du district de Kweneng.
Les habitants de Molepolole sont les Bakwenas (en) et constituent l'une des huit principales tribus du Botswana. Le Bakwena Ngosi (chef) Sebele Ier (en) fut l'un des trois chefs qui se rendirent en Angleterre pour demander la protection des Britanniques à l'époque coloniale. Molepolole est la capitale des Bakwenas (en). La ville doit son nom à la rivière Molepolole.
C'est l'un des plus grands villages traditionnels d'Afrique, avec une population de 73 102 habitants en 2011. Elle se trouve à 50 km à l'ouest de la capitale du pays, Gaborone. Elle joue également un rôle de passerelle vers le Désert du Kalahari.
Elle possède un grand kgotla traditionnel et l'Scottish Livingstone Hospital (en) s'y trouve.

## Histoire

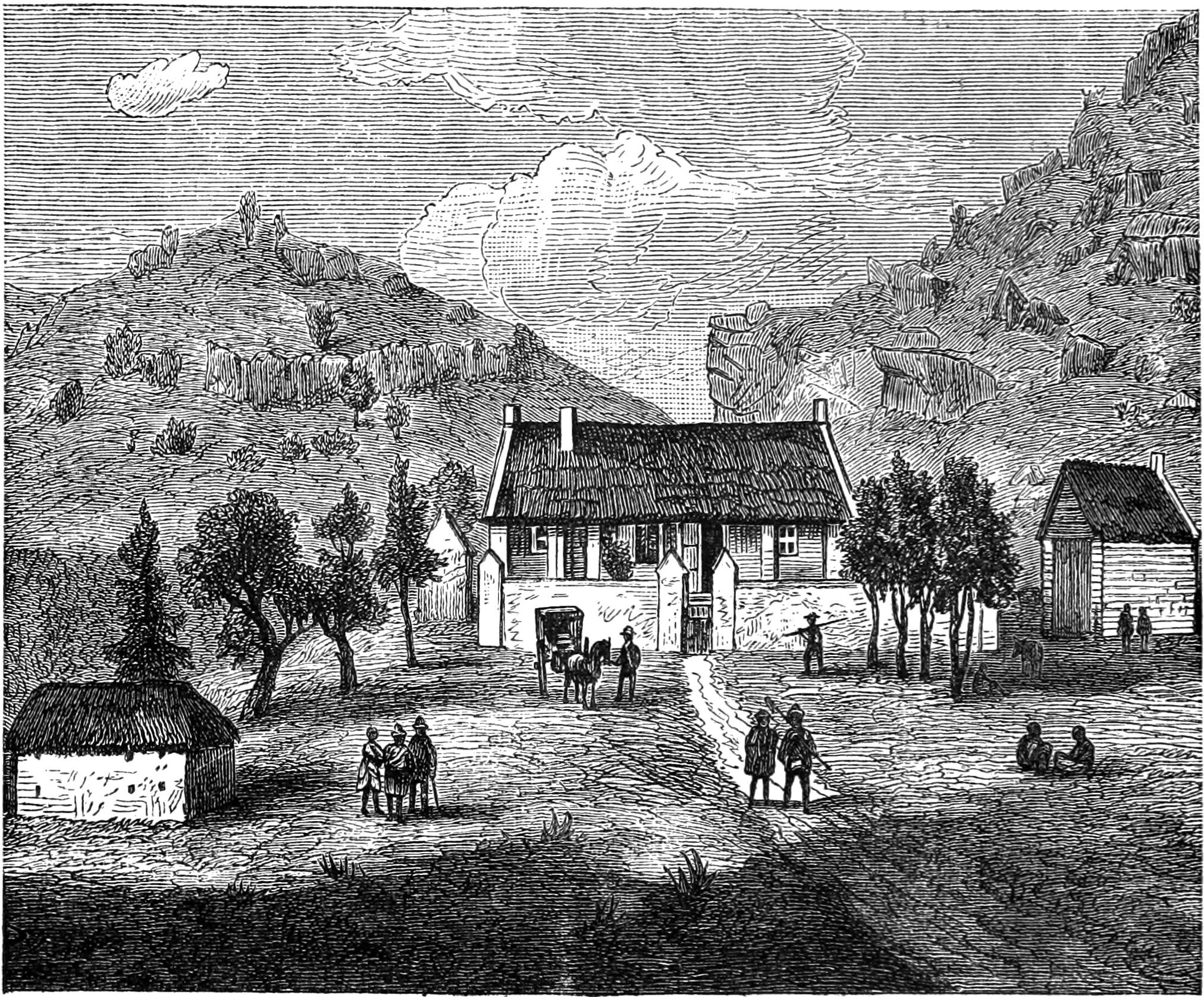
Mission à Molepolole, années 1870

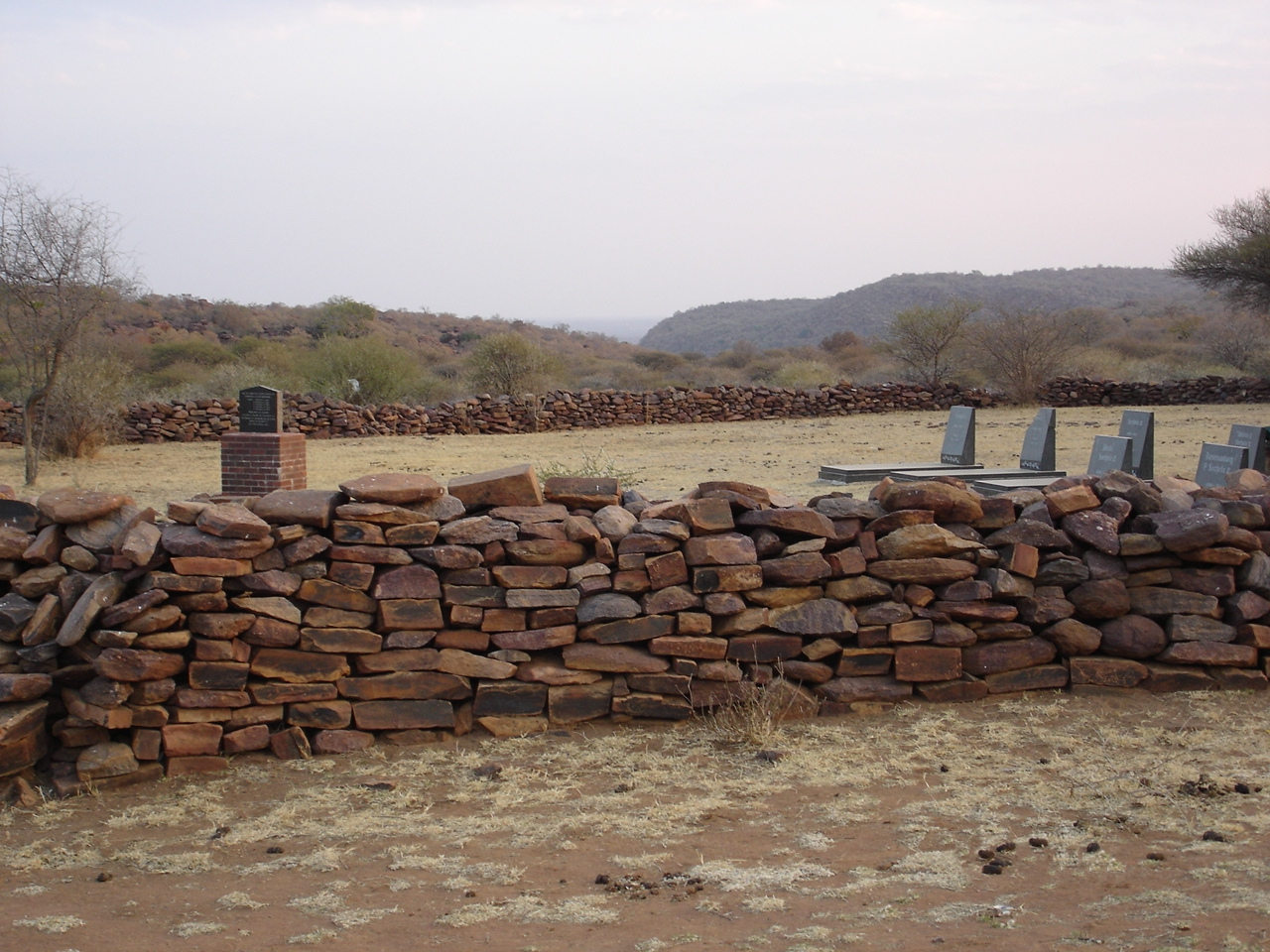
Cimetière royal bakwena, ancien kraal royal à Ntsweng

Ntsweng était la capitale des Bakwenas avant qu'ils ne s'installent à Molepolole. Ntsweng est un site historique situé à quelques kilomètres au sud-est de Molepolole. La région a été occupée pour la première fois par les Bakwenas, dirigés par Sechele Ier (en) (1829-1892) en 1864. Elle est abandonnée en 1937 lorsque les Bakwenas sont forcés de s'installer à Molepolole par Kgari II, avec l'aide des administrateurs coloniaux. Ntsweng consiste aujourd'hui en une vaste zone couverte de traces d'occupation. Les plus remarquables sont les motifs de pierres posées sur leurs bords, qui forment les fondations des maisons, encore visibles en surface. On y trouve également les ruines de ce qui fut le palais de Sebele II et que l'on appelle aujourd'hui la « maison de Mmakgosi ». Les ruines de ce bâtiment sont situées à côté d'une zone qui était le kraal royal à Ntsweng mais qui est maintenant le cimetière royal. Plusieurs groupes de ruines semblent représenter différents quartiers. Les analyses du plan de l'établissement et des échantillons de sol suggèrent que le bétail était souvent élevé au centre de chaque quartier. Cela semble correspondre au « modèle central du bétail », un modèle conceptuel pour l'organisation des peuplements chez les Bantous du sud, où l'emplacement central du kraal reflète le rôle central du bétail dans la culture et l'idéologie du peuple.

## Administration et infrastructure

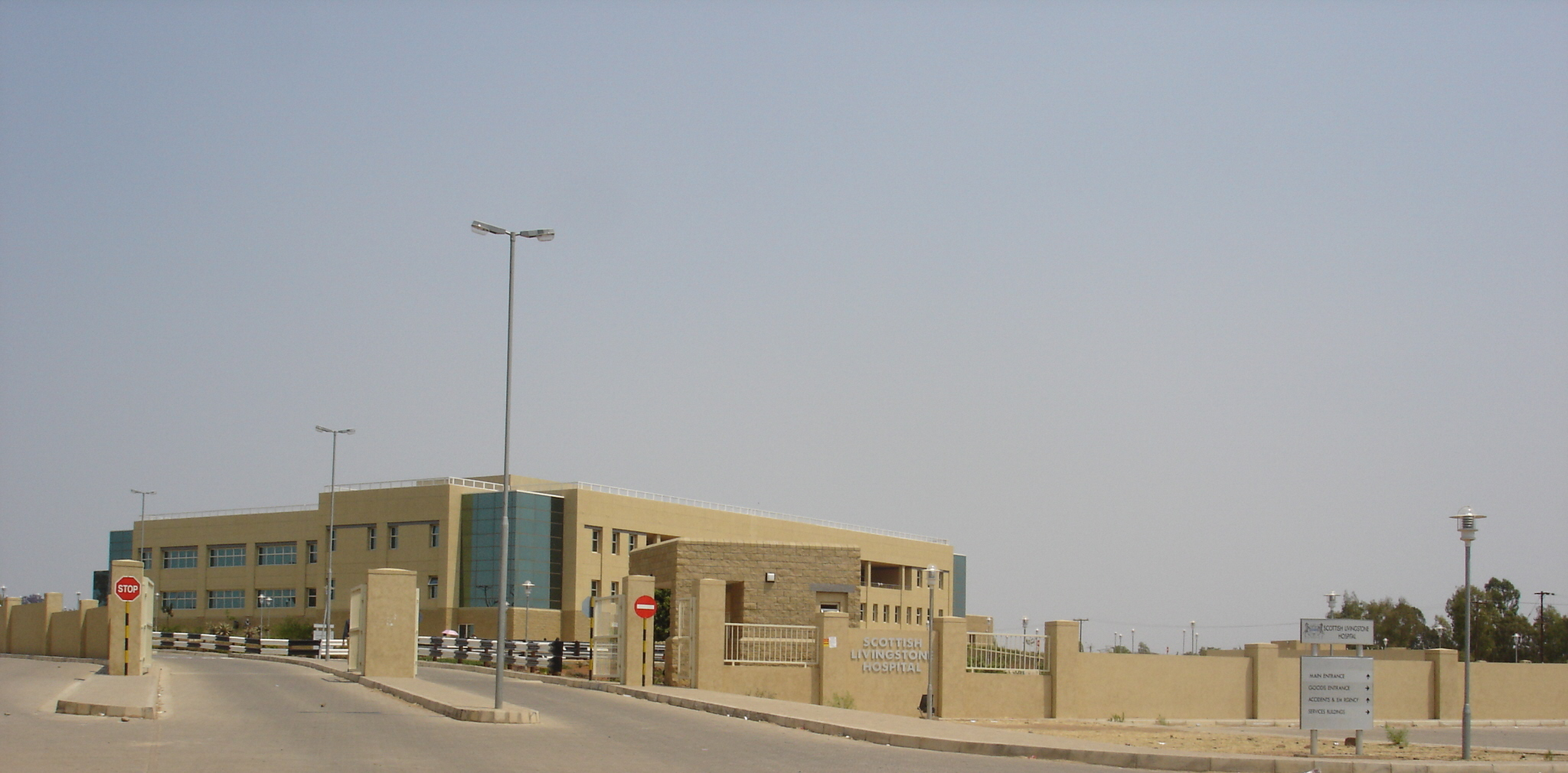
Scottish Livingston Hospital

La Botswana Prison Service (en) (BPS) opère à la prison de Molepolole.
- Molepolole Police Station
- Scottish Livingstone Hospital (en)
- Centre commercial de Mafenyatlala
- Molepolole Stadium (en)

## Éducation

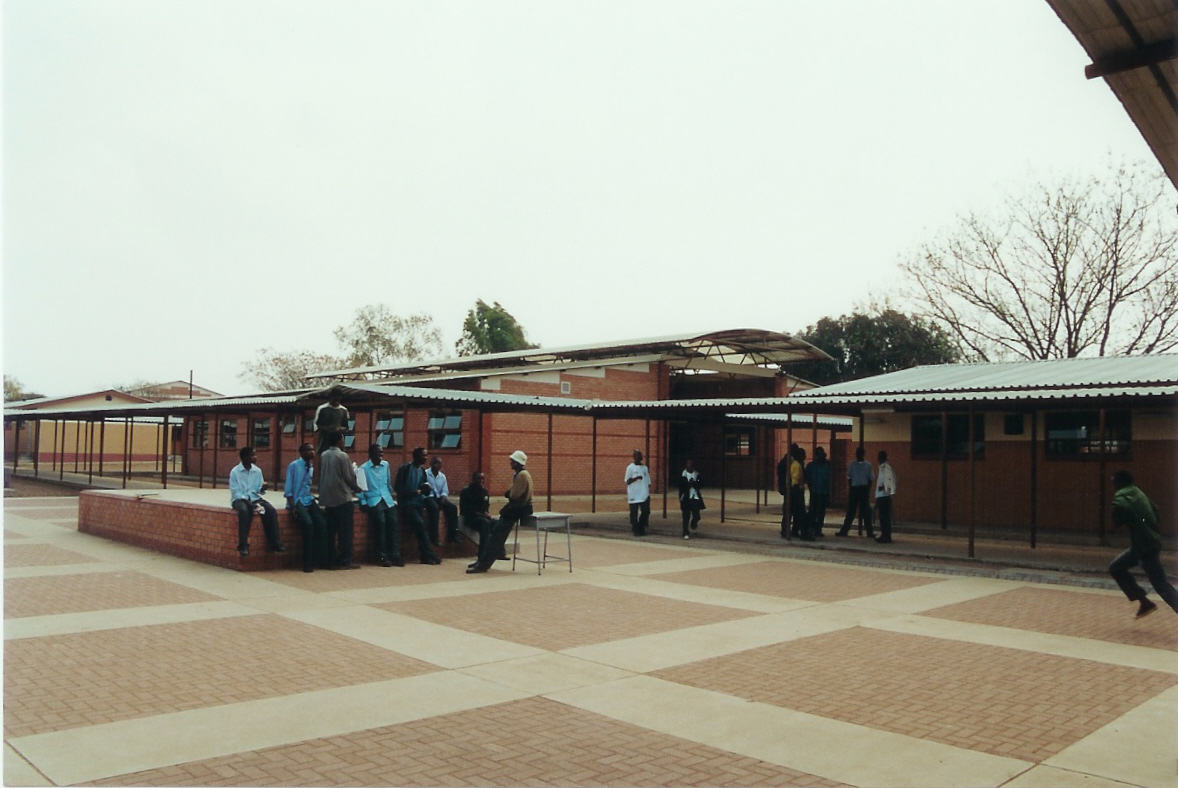
Kgari Sechele Secondary School

Molepolole abrite un certain nombre d'institutions éducatives qui proposent un enseignement allant de l'école primaire au niveau tertiaire. Les établissements d'enseignement supérieur de Molepolole comprennent le Molepolole College of Education, qui délivre un diplôme d'enseignement, et l'Institute of Health Sciences, qui délivre un diplôme d'infirmier. La Kgari Sechele Senior Secondary School est la seule école secondaire supérieure gérée par le gouvernement à Molepolole. Elle délivre le BGCSE (certificat général d'enseignement secondaire du Botswana).
Il y a 8 écoles secondaires de premier cycle gérées par le gouvernement à Molepolole, à savoir :
- Masilo Junior Secondary School,
- Boitshoko Junior Secondary School,
- Kwena-Sereto Junior Secondary School,
- Sedumedi Junior Secondary School,
- Motswasele Junior Secondary School,
- Tshegetsang Junior Secondary School,
- Dithejwane Junior Secondary School and
- Moruakgomo Junior Secondary School.

Il y a 17 écoles primaires publiques à Molepolole :
- Phuthadikobo Primary School,
- Bokaa Primary School,
- Magokotswane Primary School,
- Suping Primary School,
- Kutlwano Primary School,
- Boribamo Primary School,
- Neale Primary School,
- Bakwena National Primary School,
- Kealeboga Primary School,
- Sebele Primary School,
- Lewis Memorial Primary School,
- Bonewamang Primary School,
- Cannon Gordon Memorial Primary School,
- Borakalalo Primary School,
- Lephaleng Primary School,
- Louw Primary School and
- Lekgwapheng Primary School.

Les écoles privées comprennent la Bluebows English medium school, qui propose des cours maternelles, primaires et secondaires, et la Kweneng International Secondary School. Les quatre autres écoles privées sont Shepherd English Medium, Al-haq English Medium, Kgomotso English Medium Primary School (aujourd'hui Regent Hill) et l'Emmanuel Adventist Academy (anciennement Meadows English Medium), qui proposent uniquement un enseignement maternelle et primaire. Il existe également le Nampol Technical College, un établissement d'enseignement supérieur privé.

## Flore de Molepolole
Molepolole abrite de nombreuses espèces de plantes qui prospèrent dans un environnement semi-aride.

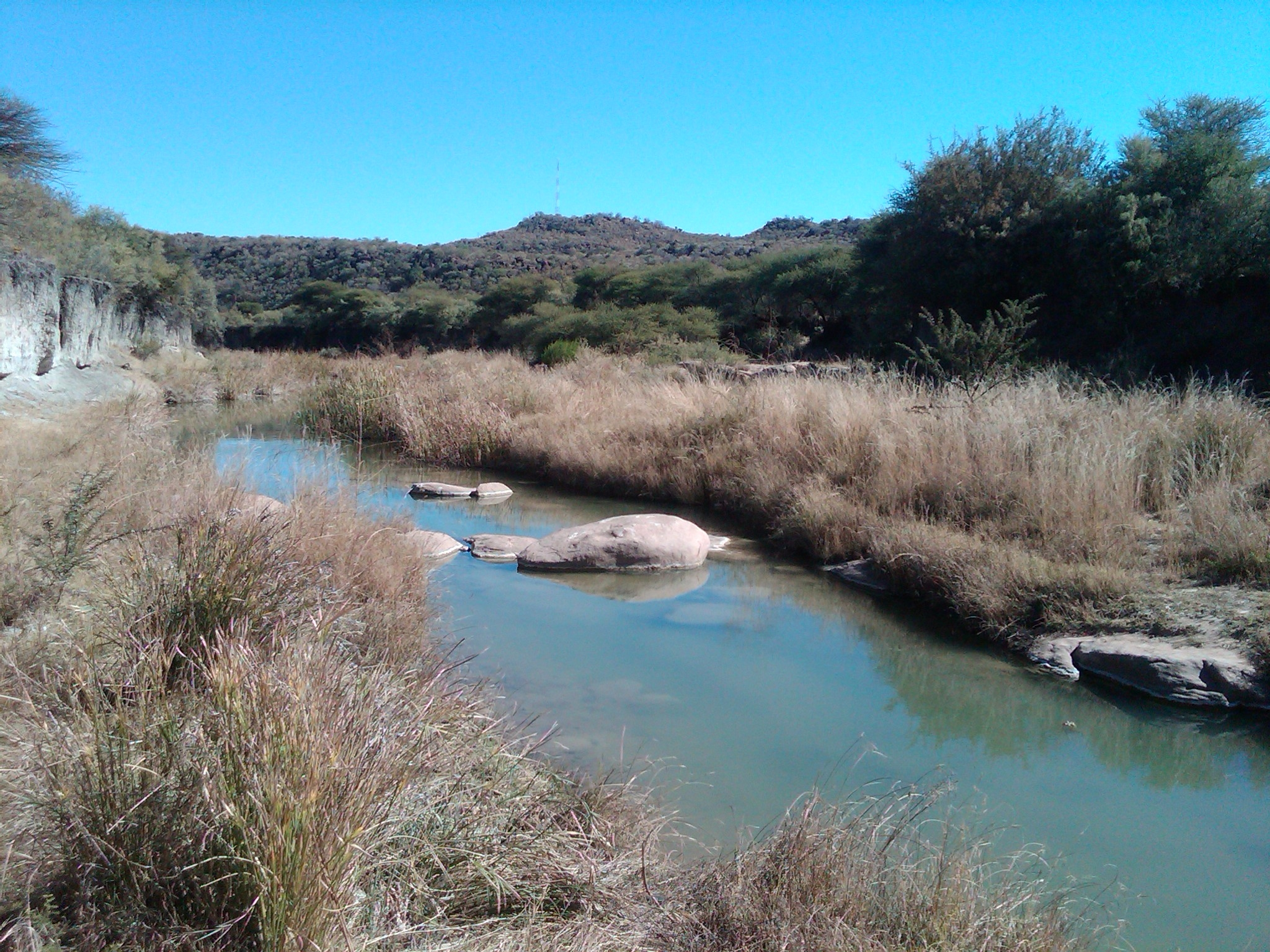
Quelques-unes des plantes présentes à Molepolole
- La Mokgopeetsane à Molepolole

## Lieux et monuments
- Maphefo - Il s'agit d'un site de village Kwena abandonné, situé à 20-25 km au nord-nord-est de Molepolole.
- Collines de Maokagane - Près des grottes de Kopong. Parmi ces collines, on trouve a) un site de fonderie de fer ; b) des peintures rupestres et c) la grotte Lowe de Kopong.
- Ga Kala - dans les collines de Kopong. Ancien site minier à environ une heure de marche au sud-est de Lentswe, au nord de la route Mochudi-Molepolole. Site de fonderie de fer.
- Kopong Hills - Une grotte ; des gravures rupestres dans les collines et des gravures rupestres à quelque 18 km au nord de Molepolole.
- Molepolole - a) Rocher de l'exécution - Kobokwe ; b) Sokwane, tombe de Motswasele II située au nord-est de Molepolole ; c) Empreintes de pas sur la roche de la colline de Molepolole ; d) Cairns funéraires de Sechele Ier, Sebele Ier et Sebele II sur le site du kraal de l'ancien village de Molepolole, où Sebele Ier a également séjourné avec sa femme préférée après le déménagement du village à Borakalalo en 1899/1900.
- Borakalalo - a) Molepolole depuis 1899/1900 ; b) Église des saints des derniers jours ; c) Église anglicane en 1916.
- Mokgophaneng - Lieu d'élevage du bétail de Sebele et installation de quelques Bakwenas ayant quitté Molepolole.
- Legaga La Ga Kabokwe - Livingstone et la grotte de Sechele à environ 2 km de Molepolole sur la route Molepolole-Thamaga. Cette grotte est réputée abriter un esprit.
- Dithubaruba - Capitale Kwena après Dimawe et Kolobeng ; Livingstone y arrive en 1853.
- Dithejwane - Située à 8 km au sud-sud-ouest de Molepolole sur la route de Kanye. Possède des vestiges de murs en pierre et de fondations de huttes.
- Mission Kolobeng (en) - a) Ancienne capitale Kwena jusqu'en 1853. Barrage sur la rivière Kolobeng pour l'irrigation ; b) Maison de Livingstone et atelier ; c) Maison carrée de Sechele conçue par Livingstone ; d) Tombe d'Elizabeth Livingstone née et décédée ici en 1850.
- Dimawe - Ancienne capitale Kwena après Kolobeng, fondée en août 1851 et attaquée par les Boers (en) en août 1852.
- Letlhakeng Valley - Gravures rupestres.
- Kobokwe - Grotte dans la colline le long de la route Molepolole-Thamaga.